# ديف درابر
ديف درابر (بالإنجليزية: Dave Draper) هو مؤلف وكاتب وممثل أمريكي، ولد في 16 أبريل 1942 في الولايات المتحدة.

## وصلات خارجية
- ديف درابر على موقع IMDb (الإنجليزية)
- ديف درابر على موقع قاعدة بيانات الفيلم (الإنجليزية)